# Луїзі-Келугера (комуна)
Луїзі-Келугера (рум. Luizi-Călugăra) — комуна у повіті Бакеу в Румунії. До складу комуни входять такі села (дані про населення за 2002 рік):
- Луїзі-Келугера (2619 осіб)
- Осебіць (1971 особа)

Комуна розташована на відстані 239 км на північ від Бухареста, 7 км на південний захід від Бакеу, 89 км на південний захід від Ясс, 136 км на північний схід від Брашова.

## Населення
За даними перепису населення 2002 року у комуні проживали 4590 осіб.
Національний склад населення комуни:
| Національність | Кількість осіб | Відсоток |
| -------------- | -------------- | -------- |
| румуни         | 4576           | 99,7%    |
| чанго          | 9              | 0,2%     |
| угорці         | 5              | 0,1%     |

Рідною мовою назвали:
| Мова      | Кількість осіб | Відсоток |
| --------- | -------------- | -------- |
| румунську | 4580           | 99,8%    |
| угорську  | 10             | 0,2%     |

Склад населення комуни за віросповіданням:
| Релігія                             | Кількість осіб | Відсоток |
| ----------------------------------- | -------------- | -------- |
| римо-католики                       | 4527           | 98,6%    |
| православні                         | 50             | 1,1%     |
| адвентисти                          | 11             | 0,2%     |
| греко-католики                      | 1              | < 0,1%   |
| лютерани (Аугсбурзького сповідання) | 1              | < 0,1%   |